# Responsabilità sociale d'impresa
La responsabilità sociale d'impresa (o CSR, dall'inglese Corporate Social Responsibility) è, nel gergo economico e finanziario, l'ambito riguardante le implicazioni di natura etica all'interno della visione strategica d'impresa: è una manifestazione della volontà delle grandi, piccole e medie imprese di gestire efficacemente le problematiche d'impatto sociale ed etico al loro interno e nelle zone di attività.

## Profilo normativo
L'Unione europea definiva la Responsabilità Sociale d'Impresa come un'azione volontaria, ovvero come: integrazione volontaria delle preoccupazioni sociali ed ecologiche delle imprese nelle loro operazioni commerciali e nei loro rapporti con le parti interessate.
Con la nuova comunicazione del 25 ottobre 2011 (n. 681), la Commissione Europea, dopo dieci anni, riesamina e supera la nozione espressa nel precedente Libro Verde e offre una nuova definizione di CSR:
La nuova impostazione apporta significative novità alla complessa discussione intorno al tema, riduce il peso di un approccio soggettivo delle imprese (sul modello della sottomenzionata teoria degli Stakeholder) e richiede maggiore adesione ai principi promossi dalle organizzazioni internazionali come l'OCSE e l'ONU (ed Agenzie come l'ILO). Come si vedrà, tale spostamento del focus, è un'importante innovazione e ricalca una posizione storicamente promossa dall'agenzia di rating etici Standard Ethics di Bruxelles, vicino agli ambienti europei. La nuova impostazione è sicuramente destinata a modificare profondamente gli orientamenti sin qui seguiti.
La Costituzione italiana all'articolo 41 recita:
Non può svolgersi in contrasto con l'utilità sociale o in modo da recare danno alla salute, all'ambiente, alla sicurezza, alla libertà, alla dignità umana.

La legge determina i programmi e i controlli opportuni perché l'attività economica pubblica e privata possa essere indirizzata e coordinata a fini sociali e ambientali.»

## Il concetto
Si tratta di un concetto innovativo e molto discusso, la cui più nota interpretazione risale al 1984 e fu fornita da Robert Edward Freeman nel suo saggio "Strategic Management: a Stakeholder Approach", Pitman, London 1984. Il fenomeno dei limiti etici all'economia è comunque un fenomeno dalle radici lontane, basti pensare che già nel 1928 il "Pioneer Fund" di Boston si riproponeva investimenti eticamente connotati. Addirittura si ritrova in embrione in un discorso del rivoluzionario francese Robespierre tenuto nel 1793.
L'accademia italiana comunque trattò il tema già nel 1968 nel saggio "Strutture integrate nel sistema distributivo italiano", in cui l'economista italiano Giancarlo Pallavicini affermava che l'attività d'impresa, pur mirando al profitto, avrebbe dovuto tenere esplicitamente presenti una serie di istanze interne ed esterne all'impresa, anche di natura socio-economica, per la misurazione delle quali venne proposto il "metodo della scomposizione dei parametri". Concetti che ritroviamo, anche antecedentemente in grandi autori ed economisti come Gino Zappa, uno dei padri della ragioneria italiana, o in autori come Bruno de Finetti, il padre della probabilità moderna, nella sua nozione della "geometria del benessere". Tutti concetti che possono avere influito nello sviluppo delle teorie successive, ed in particolare in quella di Robert Edward Freeman nella citata opera del 1984.
Comunque lo si voglia intendere, è indubbio che il modello concettuale della CSR si è rapidamente affermato nella disciplina economica dando vita, negli ultimi anni, a numerosi filoni di studi, come le ricerche sui sistemi di rendiconto degli intangibles portati avanti in Italia dal Gruppo di studio per il Bilancio Sociale (Gruppo GBS) guidato dalla Professoressa Ondina Gabrovech Mei, i sistemi di rating etico, i modelli di governance proposti dalle autorità pubbliche, o gli impatti sulla reputazione e sul valore della marca industriale.

## Il contesto
Il contesto storico in cui si sviluppa la nozione della Responsabilità Sociale d'Impresa è un contesto culturale ed accademico in cui si chiede ad un'impresa di adottare un comportamento socialmente responsabile, monitorando e rispondendo alle aspettative economiche, ambientali, sociali di tutti i portatori di interesse (stakeholders) con l'obiettivo di cogliere anche un vantaggio competitivo e massimizzare gli utili di lungo periodo.
Si ritiene e si auspica che un prodotto non sia apprezzato unicamente per le caratteristiche qualitative esteriori o funzionali, ma anche per le sue caratteristiche non materiali, quali le condizioni di fornitura, i servizi di assistenza e di personalizzazione, l'immagine ed infine la storia del prodotto stesso.
Indubbiamente, nell'attuale contesto produttivo, la consapevolezza dei produttori e dei consumatori, circa la centralità di tali aspetti nelle dinamiche competitive e la “tracciabilità storica” della catena dei processi, stanno guadagnando interesse. Risulta pertanto evidente come l'impegno “etico” di un'impresa sia entrato direttamente nella cosiddetta catena del valore prospettando così l'utilizzo di nuovi percorsi e leve competitive coerenti con uno “sviluppo sostenibile” per la collettività. Come scriveva già, oltre cinquant'anni fa, l'economista italiano Gino Zappa, all'interno del mercato globale e locale, le imprese non hanno, infatti, un'esistenza a sé stante, ma sono enti che vivono e agiscono in un tessuto sociale che comprende vari soggetti, tra cui spicca sicuramente una società civile molto attenta all'operato imprenditoriale.
È, quindi, di fondamentale importanza l'attività dedicata al mantenimento delle relazioni con l'esterno, verso i cosiddetti stakeholders (soggetti interessati, per es. Organizzazioni non governative, sindacati, mass-media ecc.). Nei sistemi di gestione aziendale, l'attenzione agli stakeholders è divenuta di importanza cruciale per le imprese e spesso lo sviluppo nel tempo di relazioni positive con tali soggetti può diventare un elemento di valore aggiunto per l'impresa.
Anche l'Agenda 2030 per lo Sviluppo Sostenibile ha contribuito a definire il contesto e la direzione della Responsabilità Sociale d'Impresa. Si tratta infatti di un programma d’azione per le persone, il pianeta e la prosperità sottoscritto nel 2015 dai governi dei 193 Paesi membri dell’ONU in cui sono delineati 17 Obiettivi per lo Sviluppo Sostenibile che devono essere raggiungi da tutti i Paesi del mondo entro il 2030. I cosiddetti SDGs, pur essendo indirizzati a diverse categorie di attori – governi e istituzioni, società civile, organizzazioni no profit – intendono essere una spinta soprattutto per le imprese.

## La controversa ricchezza dei contributi intellettuali
Come è ormai acclarato dai modelli attuali, dall'impostazione dell'Unione europea con la nuova comunicazione del 2011, dai modelli delle Nazioni Unite e dell'OCSE, la CSR non è filantropia, ha superato la prima indeterminatezza dovuta all'originaria impostazione accademica della teoria degli Stakeholder, ed ha individuato una propria pragmaticità operativa.
Non di meno, nel mondo accademico o semplicemente tra i cultori della materia, i punti di vista permangono numerosi ed anche contrapposti. Le sfumature applicabili sono assai discusse. Sorgono anche dubbi e critiche. Come avvertono alcuni studiosi e cultori della materia, come Paolo D’Anselmi, il rischio è che la CSR (O RSI) diventi qualcosa che si mette in atto solo per compiacere cittadini e stakeholders ricevendone in cambio un buon ritorno di immagine.
Metodi accademici che si propongono di misurare il valore aggiunto degli stakeholders esistono, per quanto difficilmente formalizzabili, possono essere basati sulla valutazione di quella classe sfumata di intangible assets, da ricomprendere nel goodwill e badwill o avviamento nel caso in cui tali risorse CSR-related afferiscono ai cd. intangibili non specifici. Un buon tentativo che parte dalle discipline aziendali è stato formulato da Andrea Beretta Zanoni nel testo La teoria degli stakeholders, curato da Edward R. Freeman, Gianfranco Rusconi e Michele Dorigatti. Alcuni autori si pongono poi il problema che l'etica non sia etichetta, mettendo in rilievo l'impegno di perseguire finalità sostenibili e la verifica del quanto tali impegni siano stati raggiunti. Di fatto stiamo assistendo ad un laborioso approfondimento della rendicontazione della responsabilità sociale d'impresa. Esso appare tuttavia orientato a molteplici aspetti soltanto parziali, inidonei ad addurre a un'interpretazione complessiva e ad una reale applicazione di tale responsabilità. Manca un adeguato approfondimento culturale di tale responsabilità, considerata in modo integrale e strettamente correlata con gli altri aspetti dell'attività d'impresa, in "primis" con quelli direttamente economici e di profitto, come anticipato nel "Metodo della scomposizione dei parametri", ideato e pubblicato negli anni 1960 dall'economista Giancarlo Pallavicini, più sopra richiamato, che l'Enciclopedia Treccani online, indica come primo fondamento teorico della responsabilità sociale d'impresa.
Come si evince, il filone di studi non allineato alle ultime raccomandazioni europee è quindi ricco di interventi e contributi che provengono dal mondo della ricerca, dall'università, dal volontariato, dal giornalismo, dalle imprese stesse e da cultori della materia. Non sempre hanno la caratteristica del rigore scientifico o dell'originalità. Spesso, malgrado ogni uscita voglia definirsi come innovativa negli strumenti, più che di avanzamenti teorici e metodologici in merito, dovrebbero essere registrati come approcci communication-oriented, talvolta di puro social e greenwashing, in cui si celano necessità di comunicazione, non solo dell'impresa, ma anche di portatori di interesse che svolgono servizi alle aziende, anche nel giornalismo e nelle relazioni pubbliche.

## Lo standard SA 8000
In relazione al concetto di responsabilità sociale si sono sviluppati modelli di gestione aziendale innovativi, legati al tema dell'etica.
La Social Accountability International (SAI), organizzazione internazionale nata nel 1997, ha emanato la norma SA 8000 per assicurare nelle aziende condizioni di lavoro che rispettino la responsabilità sociale, un approvvigionamento giusto di risorse ed un processo indipendente di controllo per la tutela dei lavoratori: lo standard SA 8000 (Social Accountability ovvero Rendiconto Sociale) è lo standard più diffuso a livello mondiale per la responsabilità sociale di un'azienda ed è applicabile ad aziende di qualsiasi settore, per valutare il rispetto da parte delle imprese ai requisiti minimi in termini di diritti umani e sociali. In particolare, lo standard prevede otto requisiti specifici collegati ai principali diritti umani ed un requisito relativo al sistema di gestione della responsabilità sociale in azienda:
- escludere il lavoro minorile e il lavoro forzato
- il riconoscimento di orari di lavoro non contrari alla legge
- corrispondere una retribuzione dignitosa per il lavoratore
- garantire la libertà di associazionismo sindacale
- garantire il diritto dei lavoratori di essere tutelati dalla contrattazione collettiva
- garantire la sicurezza sul luogo di lavoro
- garantire la salubrità del luogo di lavoro
- impedire qualsiasi discriminazione basata su sesso, razza, orientamento politico, sessuale, religioso

Nella fattispecie, la conformità ai predetti requisiti si concretizza nella certificazione rilasciata da un Organismo indipendente volta a dimostrare la conformità dell'azienda ai requisiti di responsabilità sociale della norma. Lo standard SA 8000 si caratterizza, inoltre, per la sua flessibilità. Infatti la sua versione attuale (vedere il sito http://www.sa-intl.org/) può essere applicata dovunque, dai Paesi in via di sviluppo, ai Paesi industrializzati, nelle aziende di piccole e grandi dimensioni e negli enti del settore privato e pubblico.

### Edizioni della SA8000
| Anno | Descrizione           |  |
| ---- | --------------------- |  |
| 1997 | SA 8000 (1ª Edizione) |  |
| 2001 | SA 8000 (2ª Edizione) |  |
| 2008 | SA 8000 (3ª Edizione) |  |
| 2014 | SA 8000 (4ª Edizione) |  |

## Lo standard AA1000
Lo standard AA1000 (o AccountAbility 1000) è uno standard di processo elaborato per valutare i risultati delle imprese nel campo dell'investimento etico e sociale e dello sviluppo sostenibile.
Creato nel 1999 dalla britannica ISEA (Institute of Social and Ethical Accountability) si tratta di uno standard nato per consentire, alle organizzazioni che lo vogliano adottare, la promozione della qualità dei processi di "social and ethical accounting, auditing and reporting" in modo da garantire il miglioramento della responsabilità sociale dell'impresa. Attraverso la AA1000 si può dimostrare l'impegno per il rispetto dei valori etici attraverso strumenti oggettivi, imparziali e trasparenti. I benefici che l'azienda ottiene adottando questo standard consistono soprattutto nel rafforzamento del rapporto con gli stakeholder, migliorando la partecipazione, la fiducia l'accountability e il mantenimento di buone relazioni nel tempo; può inoltre derivarne un miglioramento del dialogo con le Istituzioni e la Pubblica Amministrazione, riducendo le conflittualità ed instaurando un rapporto di mutua collaborazione ed arricchimento.

## Lo standard ISO 26000
Dal 26 al 30 settembre 2005 si svolse a Bangkok la seconda riunione del gruppo ISO sulla Responsabilità sociale delle imprese (Working Group Social Responsibility), nel corso della quale sono stati fatti notevoli progressi verso una nuova norma sulla responsabilità sociale: la ISO 26000.
Uno dei principali successi del meeting di Bangkok è stato quello di stabilire una prima struttura del documento per la ISO 26000. Il gruppo ISO ha infatti raggiunto un accordo sull'organizzazione dei contenuti della norma, la cui pubblicazione definitiva è avvenuta a novembre del 2010.
Perché la norma sia frutto del contributo di tutti gli interessati alla responsabilità sociale, il processo di definizione della ISO 26000 prevede la collaborazione dei rappresentanti di ben sei categorie di stakeholders: imprese, governi, lavoratori, consumatori, organizzazioni non governative e altri.
La futura norma è inoltre anche una risposta all'istanza presentata dal Comitato economico e sociale europeo (CESE) secondo l'opinione al riguardo "strumenti di misura e di informazione sulla responsabilità sociale delle imprese in un'economia globalizzata": la responsabilità sociale delle imprese dovrà divenire una forza di impulso nel quadro di una strategia planetaria sullo sviluppo sostenibile.
Diversamente da altre norme di sistema di gestione (es.: ISO 9001, ISO 14001, ISO 45001, etc.), la norma ISO 26000 non è certificabile: nel testo è dichiarato esplicitamente che non è possibile certificare la conformità di un sistema di gestione alla norma ISO 26000. Esistono tuttavia schemi di certificazione e di responsible labelling che riprendono i principi e le raccomandazioni della norma e li utilizzano come riferimento per valutare l'implementazione di un sistema di gestione della responsabilità sociale in un'organizzazione.

## Nell'ordinamento italiano
La sentenza della Consulta n.200 del 2012, è intervenuta in merito al decreto-legge n. 138 del 2008 art. 3, convertito, con modificazioni, dalla legge n. 148 del 2011.
Il testo finale stabilisce un «principio secondo cui l’iniziativa e l’attività economica privata sono libere ed è permesso tutto ciò che non è espressamente vietato dalla legge», e di seguito elenca una serie di principi, beni e ambiti che possono giustificare eccezioni al principio. Limiti all’iniziativa e all’attività economica possono essere giustificati per:
- garantire il rispetto dei «vincoli derivanti dall’ordinamento comunitario e dagli obblighi internazionali» e dei «principi fondamentali della Costituzione»;
- assicurare che l’attività economica non arrechi «danno alla sicurezza, alla libertà, alla dignità umana» e non si svolga in «contrasto con l’utilità sociale»;
- garantire «la protezione della salute umana, la conservazione delle specie animali e vegetali, dell’ambiente, del paesaggio e del patrimonio culturale»;
- dare applicazione alle «disposizioni relative alle attività di raccolta di giochi pubblici ovvero che comunque comportano effetti sulla finanza pubblica».

Il successivo comma 2 del medesimo art. 3 qualifica le precedenti disposizioni come «principio fondamentale per lo sviluppo economico» e attuazione della «piena tutela della concorrenza tra le imprese». 
L’art. 3, comma 3, prevede che siano «in ogni caso soppresse, alla scadenza del termine di cui al comma 1, le disposizioni normative statali incompatibili con quanto disposto nel medesimo comma, con conseguente diretta applicazione degli istituti della segnalazione di inizio di attività e dell’autocertificazione con controlli successivi.
La sentenza n. 200/2012 ha dichiarato illegittimo il comma 3, inammissibili o non fondate le altre questioni. In questo modo, ha affermato un articolato principio nella giurisprudenza costituzionale italiana. 
Il termine di adeguamento di Stato e autonomie locali è stato una prima volta spostato al 30 settembre 2012, delegando ad altre fonti l'individuazione e risoluzione delle antinomie esistenti nell'ordinamento rispetto a tale principio (nullità di ogni norma contraria, abrogazione specifica, ecc.).

## La Responsabilità Sociale del Territorio
Nell'ultimo periodo è nata una nuova declinazione della responsabilità sociale, non solo riferita alla singola impresa, ma a tutta la collettività. Questa declinazione è particolarmente indirizzata e calzante per la realtà italiana a causa della composizione territoriale (piccole-medie imprese, tendenzialmente raggruppate in distretti industriali collegati in forma reticolare).
La strategia della Responsabilità Sociale d'Impresa per stimolare le imprese ad assumere comportamenti responsabili, viene ora calata in un nuovo contesto, dove il soggetto promotore è tutta la comunità, tutto il territorio nel quale vivono e operano i diversi portatori di interesse.
Il passaggio da una "responsabilità singola e/o individuale" a una "responsabilità collettiva" ha l'obiettivo di accompagnare le istituzioni e le organizzazioni (pubbliche e private; profit e non profit) in un percorso di costruzione condivisa dove le giuste istanze economiche vanno coniugate con le attenzioni sociali e ambientali nell'ottica di uno sviluppo sostenibile.
La CSR Territoriale ha come scopo quello di migliorare la qualità della vita della comunità.
La comunità come insieme di persone che vivono il territorio ed attraverso la reciprocità in scambi economici, relazioni dirette o allargate in associazione, sono creatori e fruitori dell’evenienze sociali.

## Critiche alla Responsabilità sociale d'impresa ed alla Teoria degli Stakeholder
Alla CSR nata dalla dottrina economica di Freeman si contrappone, sostanzialmente, la Teoria degli shareholder che venne elaborata nel 1970 dal Nobel per l'economia Milton Friedman. Un approccio economico, quest'ultimo, che individua negli interessi degli azionisti la finalità ultima della politica aziendale.
Si tratta di una visione pura ed essenziale che interpreta l'etica degli affari come un insieme di regole che definiscono i buoni rapporti e le relazioni tra imprese (o tra “uomini d'affari”, tra investitori, tra l'azienda ed il mercato), ma il cui obiettivo può considerarsi realizzato con la creazione di valore economico per gli azionisti. In questo caso, il rapporto con gli stakeholder, e la dimensione sociale dell'impresa, la cui generazione del valore contempera criteri diversi di valutazione da quelli economici, viene considerato un vincolo per l'efficiente allocazione delle risorse. È di Milton Friedman il famoso detto “business of business is business!”. E su questa base dottrinale continua la critica alla CSR da numerosi economisti.
Mentre, all'interno dell'ambiente della CSR, una della critiche più sostanziali che viene mossa alla teoria degli stakeholder è quella dell'economista italiano Jacopo Schettini Gherardini che vede nell'approccio proposto da Freeman il rischio di un modello in cui ogni singola azienda, in accordo ai suoi particolari stakeholder, approdi ad un'“etica” particolare, provinciale (potenzialmente oscurantista) portando la CSR ad essere un insieme di “etiche” di “comodo” e d'"immagine" con tante regole particolari (morali, ideologiche o religiose) rinunciando “ad applicare un modello sociale condiviso”. In sostanza, viene sposata l'idea che l'imprenditore possa fare molto per migliorare la qualità della vita per le future generazioni, ma dovrebbe agire nel rispetto di linee guida (e diritti) comuni che l'autore individua nelle indicazioni ufficiali dell'ONU, dell'OCSE e dell'Unione europea. Organizzazioni che hanno, nel corso degli anni, elaborato dottrine piuttosto articolate e precise, e che vengono effettivamente proposte, come nota Schettini, a titolo di linee guida generali.

## Sviluppi, il Valore Condiviso
Recentemente, sta emergendo a livello mondiale un nuovo concetto che si basa molto sui principi della Responsabilità Sociale d'Impresa, ovvero il concetto di Valore Condiviso, o Shared Value.
Al di là della differenza di nome, l'idea di Valore Condiviso, sistematizza quanto è già stato sviluppato dalla teoria e dalla pratica in termini di Corporate Social Responsibility e Sostenibilità d'Impresa. Se la filantropia aziendale rispondeva al concetto di "giving back" e la CSR a quello di un business responsabile, quello di Shared Value unifica i precedenti nell'idea che i problemi sociali possano essere risolti con le attività di business. In altre parole vuol dire perseguire il successo finanziario producendo benefici per la società.
Il Valore Condiviso viene in realtà implementato anche nella competizione di marketing. Nei supermercati si possono notare molti esempi di questa "attenzione al sociale" presente nelle Strategie di Impresa; "Senza Glutine", "Senza Olio di Palma", sono solo due esempi dei metodi di differenziazione nel marketing che prende spunto dalla constatazione che la differenziazione può essere basata su Valori Condivisi a livello sociale.
Contestualizzando il tema della sostenibilità sociale e ambientale su un livello più strategico, la reale bottom line di business appare come veicolo di concetti e valori utili e condivisibili sia socialmente sia economicamente. Le aziende che implementando i concetti dei Valori Condivisi ampliano la loro strategia verso la creazione di un valore che è un insieme economico e sociale.
In definitiva la riscoperta è che le aziende veicolano da tutte le attività che insistono sui territorio, un valore complessivo che è espresso in un insieme che totalizza un unico di sostenibilità e benessere economico e sociale.